# Мамедов, Хуршуд Байрам Кули оглы
Хуршуд Байрам Кули оглы Мамедов (азерб. Xurşud Bayramqulu oğlu Məmmədov) — азербайджанский советский хозяйственный, государственный и партийный деятель. Первый секретарь Нахичеванского обкома КП(б) Азербайджана (1955—1961). Ректор Азербайджанского института народного хозяйства (1951—1954).

## Биография
Родился в 1906 году. Член ВКП(б) с 1929 года.
С 1931 года — на хозяйственной, общественной и политической работе. В 1931-1962 годах — преподаватель, ректор Азербайджанской высшей коммунистической сельскохозяйственной школы, в РККА, заведующий Военным отделом ЦК КП(б) Азербайджана, 1-й секретарь Астаринского, Ленкоранского районного комитета КП(б) Азербайджана, заведующий кафедрой, ректор Азербайджанского института народного хозяйства (1951—1954), директор Высшей партийной школы при ЦК КП Азербайджана, 1-й секретарь Нахичеванского областного комитета КП Азербайджана.
Избирался депутатом Верховного Совета СССР 5-го созыва.